# Amphoe Ku Kaeo
Amphoe Ku Kaeo (Thai อำเภอ กู่แก้ว) ist ein Landkreis (Amphoe – Verwaltungs-Distrikt) in der Provinz Udon Thani. Die Provinz Udon Thani liegt im nordwestlichen Teil des Isan, der Nordostregion von Thailand.

## Geographie
Benachbarte Bezirke (von Norden im Uhrzeigersinn): die Amphoe Nong Han, Chai Wan, Si That, Kumphawapi und Prachaksinlapakhom. Alle benachbarten Amphoe liegen in der Provinz Udon Thani.

## Geschichte
Ku Kaeo wurde am 30. April 1994 zunächst als Kleinbezirk (King Amphoe) eingerichtet, indem er vom Amphoe Nong Han abgetrennt wurde.
Am 15. Mai 2007 hatte die thailändische Regierung beschlossen, alle 81 King Amphoe in den einfachen Amphoe-Status zu erheben, um die Verwaltung zu vereinheitlichen.
Mit der Veröffentlichung in der Royal Gazette „Issue 124 chapter 46“ vom 24. August 2007 trat dieser Beschluss offiziell in Kraft.

## Verwaltung

### Provinzverwaltung
Amphoe Ku Kaeo ist in vier Gemeinden (Tambon) eingeteilt, welche wiederum in 37 Dörfer (Muban) unterteilt sind. 
| No. | Name         | Thai       | Dörfer | Einw. |
| --- | ------------ | ---------- | ------ | ----- |
| 1.  | Ban Chit     | บ้านจีต      | 08     | 5.666 |
| 2.  | Non Thong In | โนนทองอินทร์ | 08     | 4.414 |
| 3.  | Kho Yai      | ค้อใหญ่      | 06     | 3.476 |
| 4.  | Khon Sai     | คอนสาย     | 15     | 8.257 |

### Lokalverwaltung
Es gibt zwei Kleinstädte (Thesaban Tambon) im Landkreis:
- Ku Kaeo (เทศบาลตำบลกู่แก้ว), bestehend aus dem gesamten Tambon Ban Chit,
- Khon Sai (เทศบาลตำบลคอนสาย), bestehend aus dem gesamten Tambon Khon Sai.

Außerdem gibt es zwei „Tambon Administrative Organizations“ (TAO, องค์การบริหารส่วนตำบล – Verwaltungs-Organisationen) für die Tambon im Landkreis, die zu keiner Stadt gehören.